# Lenart nad Lušo
Lenart nad Lušo je naselje u slovenskoj Općini Škofji Loki. Lenart nad Lušo se nalazi u pokrajini Gorenjskoj i statističkoj regiji Gorenjskoj. 

## Stanovništvo
Prema popisu stanovništva iz 2002. godine naselje je imalo 90 stanovnika.